# Damaris (Bible)
Damaris est une femme citée dans le Nouveau Testament, vivant aux alentours de 55 apr. J.-C. à Athènes. Elle a, selon le livre des Actes des Apôtres (17:34), embrassé la foi après le discours de Paul devant l'Aréopage athénien (« ce que vous adorez sans le connaître, je viens, moi, vous l'annoncer »).
Aujourd'hui, Damaris est aussi un prénom féminin, porté surtout par des personnes issues de familles chrétiennes.